# Маломуж, Татьяна Антоновна
Татьяна Антоновна Маломуж (род. 27 мая 1958 года в Звенигородке) — советская и украинская бандуристка, заслуженная артистка Украины (2004), народная артистка Украины (2010), член Союза кобзарей Украины. С 2004 года — солистка и руководитель «Трио бандуристок Украинского радио». Награждена орденом княгини Ольги III степени (2008).

## Биография
Родилась 27 мая 1958 года в городе Звенигородка, Черкасская область. В 1982 году окончила Киевскую консерваторию имени П. И. Чайковского, преподаватели — Сергей Баштан, Алла Шептицкая.
С 1986 года начала работу артисткой-бандуристкой оркестра народных инструментов Гостелерадио УССР.
В настоящее время выступает в составе Трио бандуристок Украинского радио наряду с заслуженной артисткой Украины Ольгой Нищотой (Черний — до замужества) и лауреатом международных конкурсов Екатериной Коврик. Трио осуществляет записи музыкального фонда Украинского радио. Гастролировали в США, Франции, Польши, Венгрии, Литве, Хорватии, в странах СНГ. Выпустили три компакт-диска: «Поёт трио бандуристок», «Мелодии родного края», «Где ветер землю ласкает». В марте 2004 года трио стало лауреатом II международного конкурса исполнителей на народных инструментах имени Веры Городовской в Москве (Россия). Трио сотрудничает с такими современными композиторами, как Виктор Степурко, Иван Тараненко, Анна Гаврилец, Юрий Алжнев и другие. При участии трио бандуристок Украинского радио вышел документальный фильм «Душе заповедный уголок» — режиссёр Галина Устенко-Гайдай.
Супруг — Маломуж Николай Григорьевич, генерал армии Украины, председатель Службы внешней разведки Украины (2005—2010), общественно-политический деятель, глава Высшего совета Народных сборов Украины.